# Tomaso Malvenda

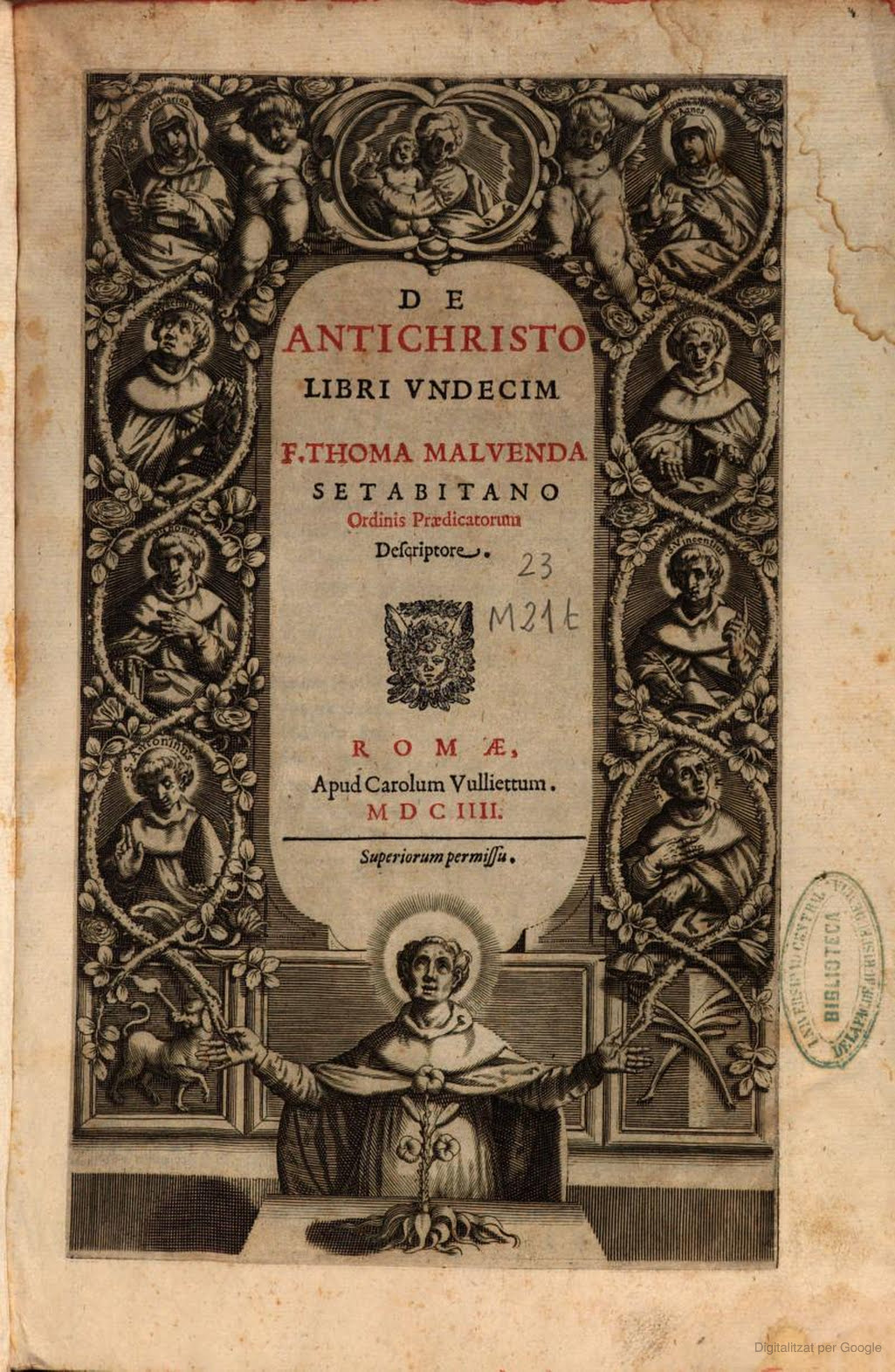
Capa de De Antichristo, de Tomaso Malvenda, publicado em Roma em 1604

Tomaso Malvenda (1566 – 7 de maio de 1628) foi um exegeta e crítico histórico dominicano espanhol.

## Vida
Malvenda nasceu em Xàtiva, Valência. Ele entrou para os dominicanos em sua juventude; aos trinta e cinco anos, ele parece já ter ensinado filosofia e teologia. Suas críticas aos Annales Ecclesiastici de Baronius, expressas em uma carta à carta ao autor (1600), mostraram habilidade, e Baronius usou sua influência para chamar Malvenda a Roma. Aqui ele foi um conselheiro do cardeal, enquanto também se ocupava da revisão do Breviário Dominicano, anotando o Index Expurgatorius de Brasichelli  e escrevendo alguns anais da ordem (eles foram publicados contra sua vontade e sem sua revisão). A este período também pertencem seu "Antichristo libri XI" (Roma, 1604), e "De paradiso voluptatis" (Roma, 1605).
Retornando à Espanha em 1608, Malvenda empreendeu uma nova versão do Antigo Testamento em latim, com comentários. Isso ele tinha levado até Ezequiel, xvi, 16, quando morreu. Fornece uma tradução para o latim de cada palavra do original; mas muitas das palavras latinas empregadas são inteligíveis apenas por meio de equivalentes fornecidos na margem. A obra foi publicada em Lyon em 1650 como "Commentaria in S. Scripturam, una cum nova de verbo in verbum ex hebraeo translatione" etc.